# Girls' Frontier
Girls' Frontier és un videojoc per mòbil d'estratègia desenvolupat per MICA Team i Wave-Games, empreses de la República Popular de la Xina. És la seqüela de Bakery Girls. Fou publicat al país xinès el 2016. Es caracteritza per mostrar personatges amb l'estètica moé. A Corea del Sud tingué molt d'èxit, i va ser el videojoc xinès per a mòbil més venut el 2017.
El videojoc ha sigut objecte de polèmiques: una polèmica va ocórrer a causa d'un assumpte relatiu amb contractes, una altra en relació amb un il·lustrador que treballava per al videojoc pel fet de donar suport a una organització feminista i una altra polèmica va ocórrer per la mala traducció d'un llibre d'art oficial al coreà.
Un personatge, que va aparèixer el 7 d'agost de 2015, va ser comparat amb un personatge d'un manga posterior de creadors aliens al videojoc (del 6 de gener de 2016). En reacció els editors de la revista que publicava el còmic japonès canviaren el disseny del personatge alhora que negaven que havien comès plagi. Als responsables del joc no els va parèixer una resposta satisfactòria.
La banda sonora fou traduïda al coreà, cosa poc comuna.